# Sabrage

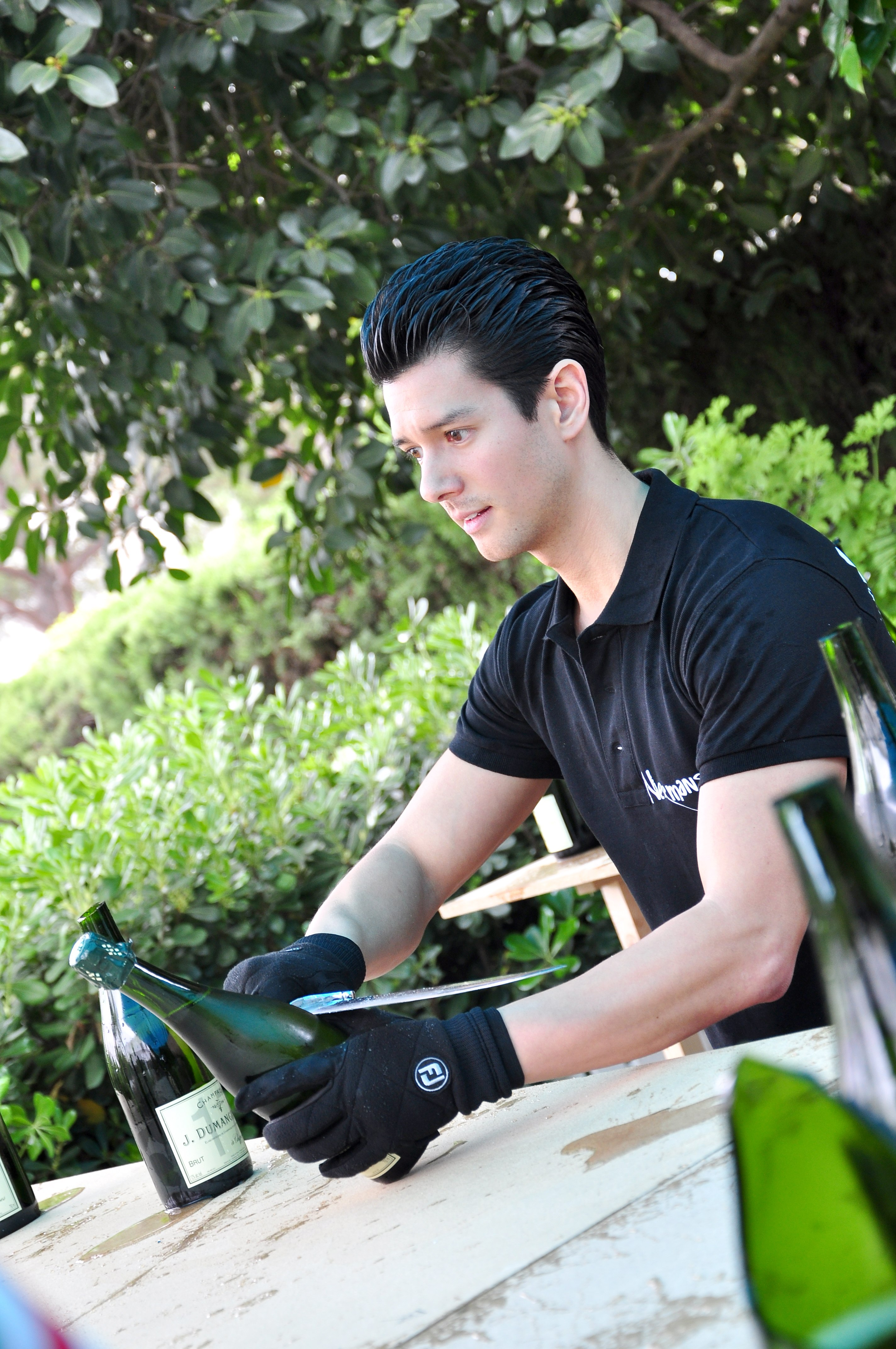
Sabrage d'une bouteille.

Le sabrage est l'ouverture d'une bouteille de vin effervescent à l'aide d'un sabre dont on passe le revers de la lame sur le col du contenant.

## Historique
Cette technique est devenue populaire durant les guerres napoléoniennes, au fur et à mesure que l'armée de Napoléon se rendait maîtresse des domaines aristocratiques appartenant à l'empire austro-hongrois. À cette époque le sabre était l'arme de choix de la cavalerie légère, les hussards. Chaque victoire remportée par l'armée de l'Empereur était célébrée par des fêtes au cours desquelles il fut de bon goût d'ouvrir une bouteille à la hussarde, c'est-à-dire rapidement. Le sabre servit à ça. Il semble que lors d'une de ces fêtes Napoléon lui-même a dit « Dans la victoire, vous méritez du champagne, dans la défaite, vous en avez besoin. »

## Méthode

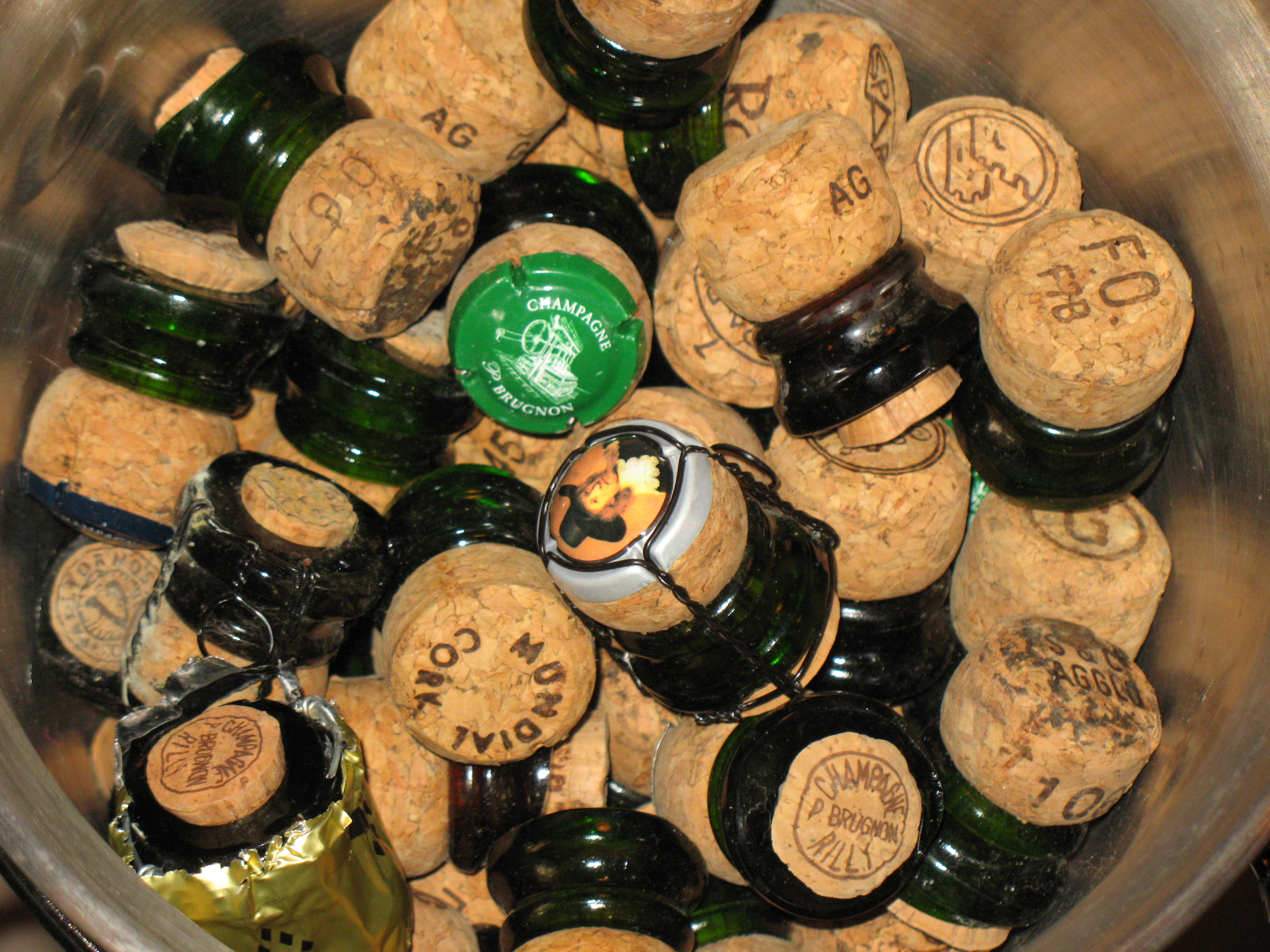
Bouchons de champagne sabrés

La bouteille doit être maintenue à la base par une main, le bouchon le plus loin du corps afin d'éviter toute blessure, soit lors du sabrage, soit dans le cas où le bouchon viendrait à sauter spontanément.
De l'autre main, l'opérateur fait glisser le sabre le long de la soudure entre les deux demi-bouteilles (également appelée "couture") jusqu’à frapper le bourrelet inférieur du goulot. Le choc joint à la pression interne provoque une cassure nette du verre et le goulot s'envole avec le bouchon toujours bloqué.
Si la technique est simple, elle est délicate à réaliser. Les échecs sont généralement dus à une mauvaise application, mais aussi les défauts possibles dans la bouteille, ou par une pression anormale. Il n'y a normalement pas de risque de verre brisé dans la boisson, car la pression interne du gaz carbonique expulse tout.
Le procédé peut en principe être appliqué à tout le vin mousseux, tant que l'ouverture de la bouteille présente un bord adapté.

## Théorie
En temps normal, la pression régnant dans la bouteille cherche à éjecter le bouchon, qui par adhérence transmet cet effort au verre composant le goulot. Ceci résulte principalement en des contraintes de traction dans le verre, liée à la différence de pression entre l'extérieur et l'intérieur de la bouteille. Ces contraintes restent en temps normal inférieures aux limites de résistance à la traction du matériau, la bouteille n'explose donc pas spontanément.
La partie de la bouteille située immédiatement sous le goulot étant plus fine que le goulot lui-même, elle est la zone la plus fragile. De plus, la section du verre variant brutalement dans cette zone, un phénomène de concentration de contraintes apparait en cas d'effort ou de choc.
La couture (jonction entre les deux demi-bouteilles), en plus d'être à nouveau une zone de concentration de contraintes est également une ligne de faiblesse car il s'agit d'une irrégularité dans le matériau (dû au procédé de fabrication de la bouteille).
Le sabrage consiste en fait simplement à créer une micro-fracture dans le verre à l'intersection de la couture et du goulot, ce qui est aisé dans la mesure où ce point est fragile pour les multiples raisons évoquées ci-dessus. À partir de là, de la même façon qu'un morceau de tissu se déchire aisément une fois entaillé, les efforts liés à la différence de pression étendent la fracture et décapite la bouteille, la pression éjectant le goulot et le bouchon.
De fait, utiliser un objet tranchant est parfaitement inutile dans la mesure où le verre de la bouteille n'est pas coupé. On peut ainsi utiliser en lieu et place du sabre n'importe quel objet suffisamment dur pour ne pas absorber l'énergie du choc (couteau à pain, pied de flûte à champagne, parpaing), et suffisamment massif pour que l'inertie de l'objet utilisé permette de sabrer la bouteille sans effort, sans quoi la masse doit être compensée par la vitesse en vertu de e = ½mv2, ce qui augmente les chances de se blesser ou de reverser le contenu de la bouteille. Une flûte à champagne est donc en réalité un relativement mauvais choix.
Les explications pouvant être trouvées sur internet (notamment YouTube) indiquent parfois certains détails inutiles.
Certains recommandent de bien refroidir la bouteille, ou au moins le haut de la bouteille, afin de créer un "choc thermique" entre le verre et le sabre ou afin de fragiliser. S'il est vrai que le froid peut rendre certains matériaux plus cassants, en pratique cela n'est sensible qu'à des refroidissements par azote liquide (environ -200 °C). De plus, la différence entre la température d'un réfrigérateur (+4 °C) et la température ambiante (~25 °C) est négligeable. 
En réalité refroidir la bouteille rend sans doute l'opération plus difficile : réduire la température réduit également la pression dans la bouteille (en approximant le contenu à un gaz parfait) et augmente la solubilité du dioxyde de carbone dans l'eau, réduisant encore la pression, et donc le tiraillement dans le verre permettant le sabrage. En réalité, chauffer une bouteille assez fort finirait par la faire exploser sans qu'aucune autre action ne soit nécessaire.

Il est aussi parfois conseillé de "frotter" le sabre contre la bouteille, la friction étant censée causer le choc thermique, ce qui est peu probable compte tenu de la vitesse du frottement et du fait que les surfaces ne soient pas spécialement adhérentes. Ceci est en plus sans compter que la surface de contact entre le sabre et la bouteille est sans nul doute trop faible pour permettre un échange thermique significatif.